# Crotona
Crotona (en italiano Crotone, nombre arcaico Croto) es una ciudad y municipio con 61 392 habitantes (2009), capital de la provincia de Crotona, en la costa oriental de Calabria (Italia), frente al mar Jónico, en la zona llamada golfo de Tarento.

## Historia

### Orígenes

Ciudades de la Magna Grecia con la ubicación de Crotona.

Crotona o Croton  (en griego antiguo: Κρότων o Κρότωνας, en latín: Crotona) era una polis griega de la Magna Grecia (Italia) en la parte oriental de la costa de la península de los brucios, en la desembocadura del río Aesaros. Fue fundada por los aqueos dirigidos por Miscelo, ciudadano de la ciudad aquea de Ripes, siguiendo las instrucciones del oráculo de Delfos.
La leyenda narra que el nombre de Crotona tiene como epónimo al gigante Croton, hijo de Éaco, que fue condenado por los dioses a no encontrar la paz hasta el día en que hubiera fundado una ciudad soberbia.
La ciencia histórica señala que fue una colonia fundada hacia el año 709 a. C. por los aqueos, resultando luego uno de los principales centros urbanos de la Magna Grecia, hasta tal punto que fue célebre su escuela de filosofía dirigida por Pitágoras. Conspicuos ciudadanos de la antigua Crotona fueron otro filósofo, Filolao, y el atleta ganador de las Olimpiadas Milón de Crotona.
Dionisio de Halicarnaso dice que se fundó en el tercer año de la XVII Olimpiada (709 a. C.). El nombre derivaría de Croton, quien hospedó a Heracles, que le mató accidentalmente y fue enterrado en aquel lugar; Heracles fue el héroe tutelar de la ciudad y era considerado el oikistés (fundador). La colonia prosperó pronto y se construyeron unas grandes murallas, sometiendo a los brucios de los alrededores. Fundó la colonia de Terina, en la costa del mar Tirreno, y la de Caulonia entre Terina y Locros. Las ciudades de Lametinos, en el golfo Hipónico, y Esciletio, al otro lado del istmo, se cree que le estuvieron sometidas. Parece que estuvo en buenas relaciones con Síbaris, con la que compartía un origen común aqueo, aunque no llegó al nivel de riqueza y sofisticación de la ciudad vecina. Los habitantes de Crotona se ejercitaban en el deporte y ganaron gran número de premios en los Juegos Olímpicos (una vez se consiguieron siete primeros premios).
El gobierno era oligárquico, dirigido por un consejo de 100 miembros supuestos descendientes de los primeros colonos.

### SigloVIa.C.
En el siglo VI a. C. llegó a la ciudad Pitágoras (hacia 540-530 a. C.) y estableció allí su escuela filosófica, que atrajo a muchos ciudadanos. Su esposa fue Téano, hija de Milón, su mecenas. Pitágoras utilizó su influencia con fines políticos, pero no se sabe demasiado de los cambios políticos y las revoluciones que trajo consigo. Se sabe que además de la influencia que ejercía sobre el consejo y sobre muchos ciudadanos, tenía un cuerpo de 300 jóvenes seleccionados entre los discípulos más fieles, que influía en las deliberaciones del consejo. Con el tiempo la popularidad de Pitágoras decayó y estalló una revolución democrática contra su influencia; Pitágoras fue expulsado, pero según dicen, no sobrevivió a la revuelta y murió en 507 a. C. El gran consejo fue derrocado y se estableció la democracia; en otras ciudades de la Magna Grecia donde Pitágoras también había adquirido influencia, se produjeron asimismo revoluciones democráticas. 
En los tiempos en que Pitágoras era influyente estalló una guerra con Síbaris que acabó cuando el ejército de Crotona, al mando del atleta Milón, discípulo de Pitágoras, ganó la batalla del río Traeis y ocupó Síbaris y la destruyó seguidamente (510 a. C.) Polibio afirma que después de la expulsión de Pitágoras, Crotona hizo una alianza con Síbaris y Caulonia, pero como Síbaris ya estaba destruida, cabe pensar que fue con sus antiguos habitantes.
Más tarde Crotona fue derrotada en el río Sagra por un ejército de Locros y Regio. Según Estrabón eso fue el principio de la decadencia (aunque hasta el siglo siguiente fue la principal ciudad de la Magna Grecia). La fecha no está fijada, y Marco Juniano Justino dice que eso pasó antes de 540 a. C., pero entra en contradicción con Estrabón, que parece mejor informado. Siguiendo al último y a Diodoro Sículo, la batalla se habría librado antes de 480 a. C.

### Siglos V y IVa.C.
Durante el siglo V a. C., Crotona fundó la colonia de Turios, con la que firmó un tratado de alianza. Durante la expedición ateniense a Sicilia (415 a. C.-413 a. C.) observó una estricta neutralidad, proveyendo a los atenienses de provisiones pero negando el paso por tierra a las fuerzas de la expedición.
En 389 a. C. Dionisio el Viejo de Siracusa cruzó el estrecho y atacó a Caulonia, y Crotona encabezó la liga de ciudades griegas contrarias a Siracusa, pero las fuerzas confederadas fueron derrotadas en el río Heleporos y Dionisio entró en Caulonia, Hiponio y Esciletio (la última posesión de Crotona).  No consta en Diodoro que Crotona fuera atacada, pero Tito Livio dice que Dionisio el Viejo sorprendió la ciudadela de la ciudad y se apoderó de Crotona, que conservó una docena de años. 
A la caída del tirano, Crotona recuperó la independencia, pero en aquel tiempo el poder de Lucania y de los brucios había aumentado. Los brucios asediaron la ciudad y Crotona pidió ayuda a Siracusa, que envió un ejército dirigido por Heracleidas y Sosístratos, que en lugar de defender la ciudad se inmiscuyó en las intrigas de los partidos locales, lo que llevó a una o más revoluciones. Los brucios se retiraron mediante un tratado, pero entonces la ciudad estaba en guerra con los miembros del partido derrotado que se habían exiliado. El ejército de la ciudad fue confiado al general Menedemos, que derrotó a los exiliados pero se hizo él mismo con el poder como déspota hasta que Crotona cayó en manos de Agatocles de Siracusa, que estableció allí una guarnición; no se sabe cuánto  tiempo la dominó, pero finalmente recuperó la independencia, aunque ya su poder era mucho menor.

### Siglos III y IIa.C.
Durante la estancia de Pirro de Epiro en la Magna Grecia, Crotona recibió un destacamento romano. Rhegion se apoderó de Crotona por traición y los soldados romanos de la ciudad fueron muertos y la ciudad destruida en gran parte. Pasó a manos de Pirro, pero fue sorprendida y ocupada por los romanos dirigidos por el cónsul Cornelius Rufinus durante la ausencia de Pirro (277 a. C.). Crotona, muy malograda y decaída, quedó como ciudad aliada de la República romana.
Durante la segunda guerra púnica, el general de los cartagineses, Hannón, ocupó Crotona, menos la ciudadela, que finalmente también se rindió; el partido aristocrático fue expulsado a Locri y un cierto número de brucios se estableció en la ciudad para cubrir la vacante de los expulsados. La ciudad tenía fortificaciones, una ciudadela y un puerto que la hacían importante militarmente, y hacia el final de la guerra fue la principal plaza fuerte de los cartagineses. Aníbal instaló en la ciudad sus almacenes principales y la tuvo como cuartel durante tres inviernos. Esta guerra acabó de hundir la ciudad. Recuperada por los romanos al final de la guerra, se fundó allí una colonia de derecho romano, en el año 194 a. C., conocida con el nombre latino de Croto.

### Época romana
Tras la guerra Social, la colonia de Croto se convirtió en municipium, pasando, en la época de Augusto, a formar parte de la Regio III Lucania et Bruttii dentro de la Italia romana.
El territorio de Crotona era bastante grande: hacia el norte llegaba hasta el río Hilias y hacia el sur, hasta las tierras de la Lócride (entre medio de las colonias de Skylletion y Kaulon), mientras que, hacia el oeste, el límite era incierto. Nueve kilómetros al sudeste de la ciudad está el cabo Lakinion, hoy Capo Colonna. Allí se encontraban el templo de Juno Lacinia y un templo de Hera del 470 a. C., en el que cada año se reunía una asamblea de las ciudades griegas de Italia. Este templo fue profanado en 173 a. C. por el censor romano Q. Fulvius Flaccus, el cual se llevó los mármoles para adornar el Templo de la Fortuna Ecuestre que se estaba construyendo en Roma, pero el Senado ordenó la reparación y amonestó al censor. La mitad de las tejas fueron devueltas «pero ninguno de los operarios supo cómo volver a colocarlas», así que no fue restaurado. El templo continuó existiendo al menos hasta 36 a. C., y la columnata perimetral sobrevivió hasta el siglo XVI.

### Siglos posteriores
Tras la caída del Imperio romano de Occidente fue teatro de algunos combates durante las guerras de los generales bizantinos Belisario y Narsés contra los ostrogodos, cuando era una importante ciudad del sur de Italia. Quedó bajo soberanía bizantina hasta la conquista normanda, entrando a ser parte del Reino de Sicilia bajo la dinastía de los Hauteville.

## Clima
| Parámetros climáticos promedio de Crotona (normales 1971-2000)          | Parámetros climáticos promedio de Crotona (normales 1971-2000) | Parámetros climáticos promedio de Crotona (normales 1971-2000) | Parámetros climáticos promedio de Crotona (normales 1971-2000) | Parámetros climáticos promedio de Crotona (normales 1971-2000) | Parámetros climáticos promedio de Crotona (normales 1971-2000) | Parámetros climáticos promedio de Crotona (normales 1971-2000) | Parámetros climáticos promedio de Crotona (normales 1971-2000) | Parámetros climáticos promedio de Crotona (normales 1971-2000) | Parámetros climáticos promedio de Crotona (normales 1971-2000) | Parámetros climáticos promedio de Crotona (normales 1971-2000) | Parámetros climáticos promedio de Crotona (normales 1971-2000) | Parámetros climáticos promedio de Crotona (normales 1971-2000) | Parámetros climáticos promedio de Crotona (normales 1971-2000) |
| Mes                                                                     | Ene.                                                           | Feb.                                                           | Mar.                                                           | Abr.                                                           | May.                                                           | Jun.                                                           | Jul.                                                           | Ago.                                                           | Sep.                                                           | Oct.                                                           | Nov.                                                           | Dic.                                                           | Anual                                                          |
| ----------------------------------------------------------------------- | -------------------------------------------------------------- | -------------------------------------------------------------- | -------------------------------------------------------------- | -------------------------------------------------------------- | -------------------------------------------------------------- | -------------------------------------------------------------- | -------------------------------------------------------------- | -------------------------------------------------------------- | -------------------------------------------------------------- | -------------------------------------------------------------- | -------------------------------------------------------------- | -------------------------------------------------------------- | -------------------------------------------------------------- |
| Temp. máx. abs. (°C)                                                    | 21.0                                                           | 22.0                                                           | 25.2                                                           | 26.2                                                           | 33.0                                                           | 43.0                                                           | 42.2                                                           | 42.0                                                           | 38.6                                                           | 31.8                                                           | 25.4                                                           | 22.4                                                           | 42.2                                                           |
| Temp. máx. media (°C)                                                   | 12.9                                                           | 13.0                                                           | 14.9                                                           | 17.4                                                           | 22.6                                                           | 27.5                                                           | 30.6                                                           | 30.4                                                           | 26.6                                                           | 21.6                                                           | 16.9                                                           | 13.8                                                           | 20.7                                                           |
| Temp. media (°C)                                                        | 9.2                                                            | 9.2                                                            | 10.8                                                           | 12.9                                                           | 17.4                                                           | 21.8                                                           | 25.0                                                           | 25.1                                                           | 21.9                                                           | 17.7                                                           | 13.3                                                           | 10.3                                                           | 16.2                                                           |
| Temp. mín. media (°C)                                                   | 5.6                                                            | 5.5                                                            | 6.7                                                            | 8.4                                                            | 12.2                                                           | 16.1                                                           | 19.4                                                           | 19.9                                                           | 17.2                                                           | 13.8                                                           | 9.6                                                            | 6.7                                                            | 11.8                                                           |
| Temp. mín. abs. (°C)                                                    | −6.2                                                           | −2.8                                                           | −1.6                                                           | 0.8                                                            | 3.6                                                            | 8.2                                                            | 10.0                                                           | 11.6                                                           | 9.0                                                            | 4.0                                                            | 1.0                                                            | −1.4                                                           | -6.2                                                           |
| Precipitación total (mm)                                                | 96.2                                                           | 87.1                                                           | 94.1                                                           | 52.7                                                           | 24.7                                                           | 5.2                                                            | 11.9                                                           | 24.0                                                           | 53.9                                                           | 115.8                                                          | 116.2                                                          | 109.8                                                          | 791.6                                                          |
| Días de precipitaciones (≥ 1 mm)                                        | 8.0                                                            | 7.4                                                            | 7.0                                                            | 5.8                                                            | 4.0                                                            | 1.3                                                            | 1.1                                                            | 2.2                                                            | 3.8                                                            | 6.5                                                            | 7.4                                                            | 8.5                                                            | 63                                                             |
| Horas de sol                                                            | 130.2                                                          | 138.3                                                          | 170.5                                                          | 195.0                                                          | 251.1                                                          | 279.0                                                          | 313.1                                                          | 291.4                                                          | 231.0                                                          | 189.1                                                          | 144.0                                                          | 117.8                                                          | 2450.5                                                         |
| Humedad relativa (%)                                                    | 75                                                             | 73                                                             | 72                                                             | 72                                                             | 68                                                             | 62                                                             | 57                                                             | 62                                                             | 64                                                             | 74                                                             | 78                                                             | 75                                                             | 69.3                                                           |
| Fuente n.º 1: Servizio Meteorologico                                    |                                                                |                                                                |                                                                |                                                                |                                                                |                                                                |                                                                |                                                                |                                                                |                                                                |                                                                |                                                                |                                                                |
| Fuente n.º 2: Servizio Meteorologico (humedad y horas de sol 1961–1990) |                                                                |                                                                |                                                                |                                                                |                                                                |                                                                |                                                                |                                                                |                                                                |                                                                |                                                                |                                                                |                                                                |

## Patrimonio cultural
En la Antigüedad estaba atestiguada la presencia de un santuario de Hera Lacinia en honor a la cual se celebraba un importante festival, así como un templo de Apolo, y otro de las musas erigido por requerimiento de los pitagóricos.
La ciudad tiene lugares de mucho interés como el Anticuario de Torre Nao, Castillo de Carlos V, el Museo arqueológico nacional de Crotona, el Museo cívico de Crotona, el Museo provincial de arte contemporáneo de Crotona y la Pinacoteca cívica de Crotona.

## Economía
Como gran parte de las localidades europeas, una de sus principales actividades económicas es el turismo, pero se encuentra obstaculizado por varios factores: el exceso de edificación (precisamente con objetivos turísticos), a lo que se suma la actividad industrial poco planificada que ha provocado diversos tipos de polución. En efecto, durante el siglo XX se ha desplegado con un erróneo planteamiento un polo de desarrollo industrial en la ciudad de Crotona y en sus adyacencias: metalurgia de cinc, cadmio, industrias químicas (principalmente de ácido nítrico y cloro).

## Evolución demográfica
| Gráfica de evolución demográfica de Crotona entre 1861 y 2011 |
|                                                               |
| Fuente ISTAT - elaboración gráfica de Wikipedia               |

## Deportes
El 23 de mayo de 1996 ganó Angel Edo la 5.ª etapa del Giro de Italia.
El club de fútbol local, el FC Crotona juega en la tercera división del fútbol nacional, la Serie C. Disputa sus partidos de local en el Estadio Ezio Scida, cuyo aforo supera los 16.000 espectadores.
Destaca la sociedad de judo presente en los juegos olímpicos de Atenas en 2004 con Giuseppina Macri.

## Crotoniatas ilustres
Nacieron en Crotona el cantautor Rino Gaetano, los médicos Alcmeón y Democedes (este último médico del rey Darío I de Persia) y un gran número de filósofos pitagóricos, entre los que destacan el mencionado médico Alcmeón de Crotona, Filolao, y la esposa e hijas del propio Pitágoras: Téano, Damo y Myia. También fueron originarios de la ciudad varios atletas clásicos como Milón de Crotona.
También se sitúa como lugar de nacimiento del héroe mitológico Autoleón.